# Skölvene kyrka
Skölvene kyrka är en kyrkobyggnad i Herrljunga kommun. Den tillhör sedan 2021 Herrljungabygdens församling (tidigare Skölvene församling) i Skara stift.

## Kyrkobyggnaden
Nuvarande kyrka ersatte en medeltida stenkyrka. Den hade reparerats 1748 och ett torn hade tillkommit 1823, men i en skrivelse samma år sägs den vara mycket förfallen. 
Den kyrka som uppfördes 1843-1844 på samma plats som den gamla och blev då gemensam för socknarna Skölvene och Norra Säm. Den hade föregåtts av två decenniers diskussioner, där Hovs församling hårdnackat motsatt sig att riva sin kyrka och bruka Skölvenes. Den gamla kyrkan började rivas 1842.
Kyrkan består av långhus med rakt kor i öster och smalare torn i väster. Öster om koret finns en vidbyggd smalare sakristia. Fasaderna har vit spritputs. Sadeltaket är täckt med rött tvåkupigt tegel. Tornet har en kopparklädd spira. De romanska fönstren är tätspröjsade och har gråmålade bågar. Vid en restaurering 1932 strävade man efter att tillvarata den klassicistiska interiören.

## Inventarier
- Krucifix på altarbordet, tillverkat av Erik Nilsson, Harplinge.
- Altartavlan föreställande Kristi förklaring är en oljemålning på duk av Anders Gustaf Ljungström år 1877.
- Kyrkan äger även det kyrksilver som överfördes från Norra Säms kyrka då den övergavs.

### Dopfunten

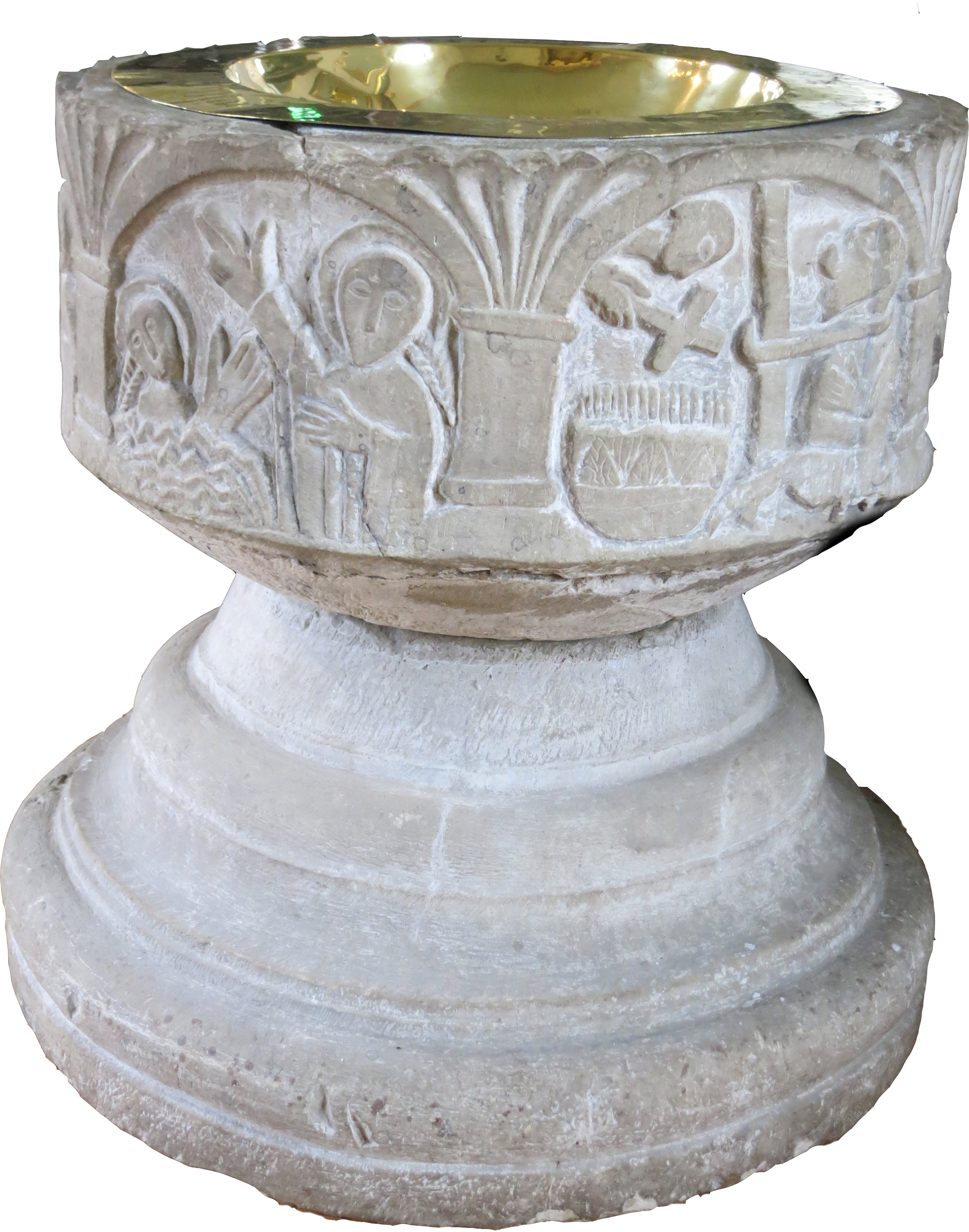
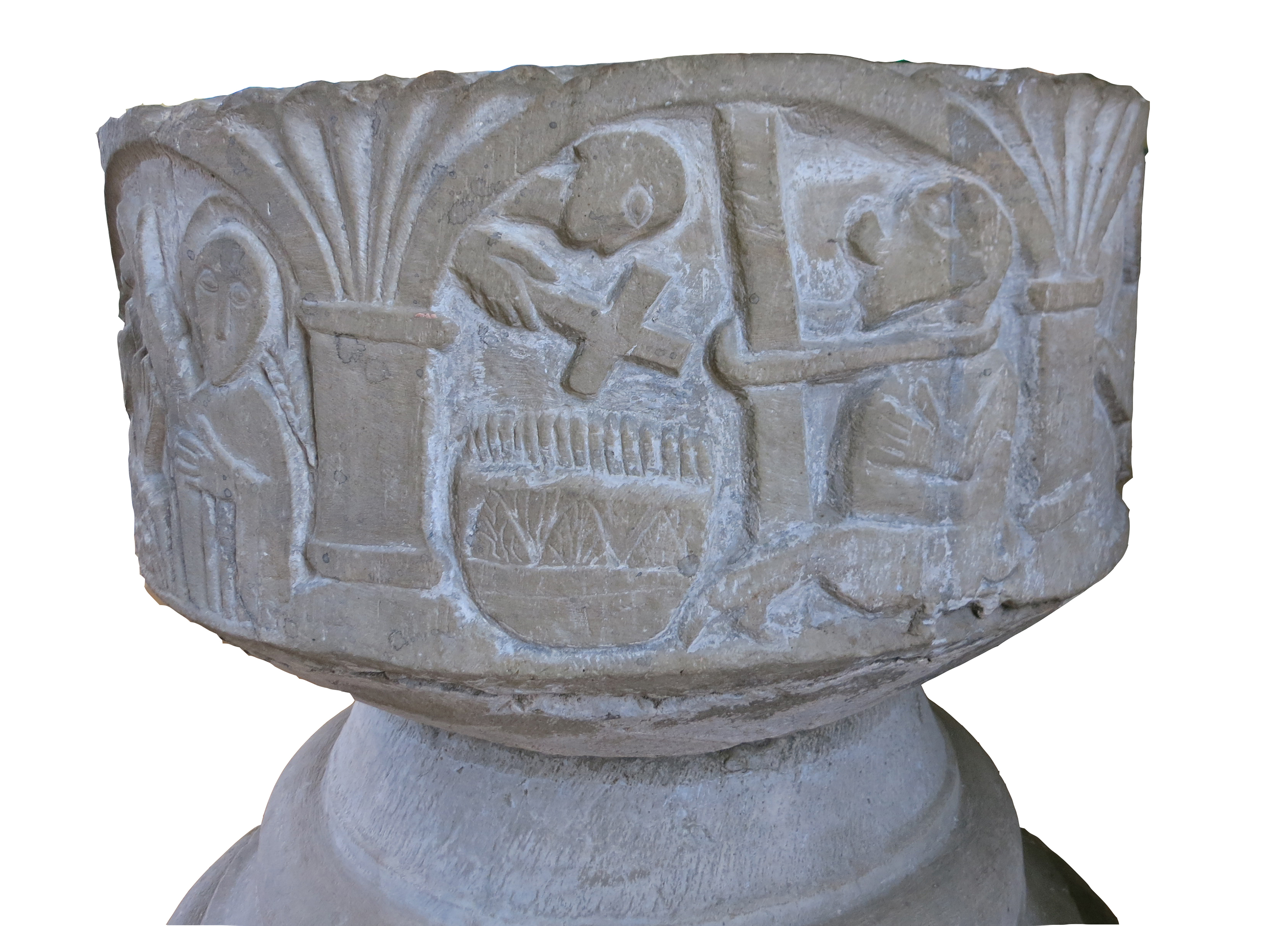
Djävulen fjättrad
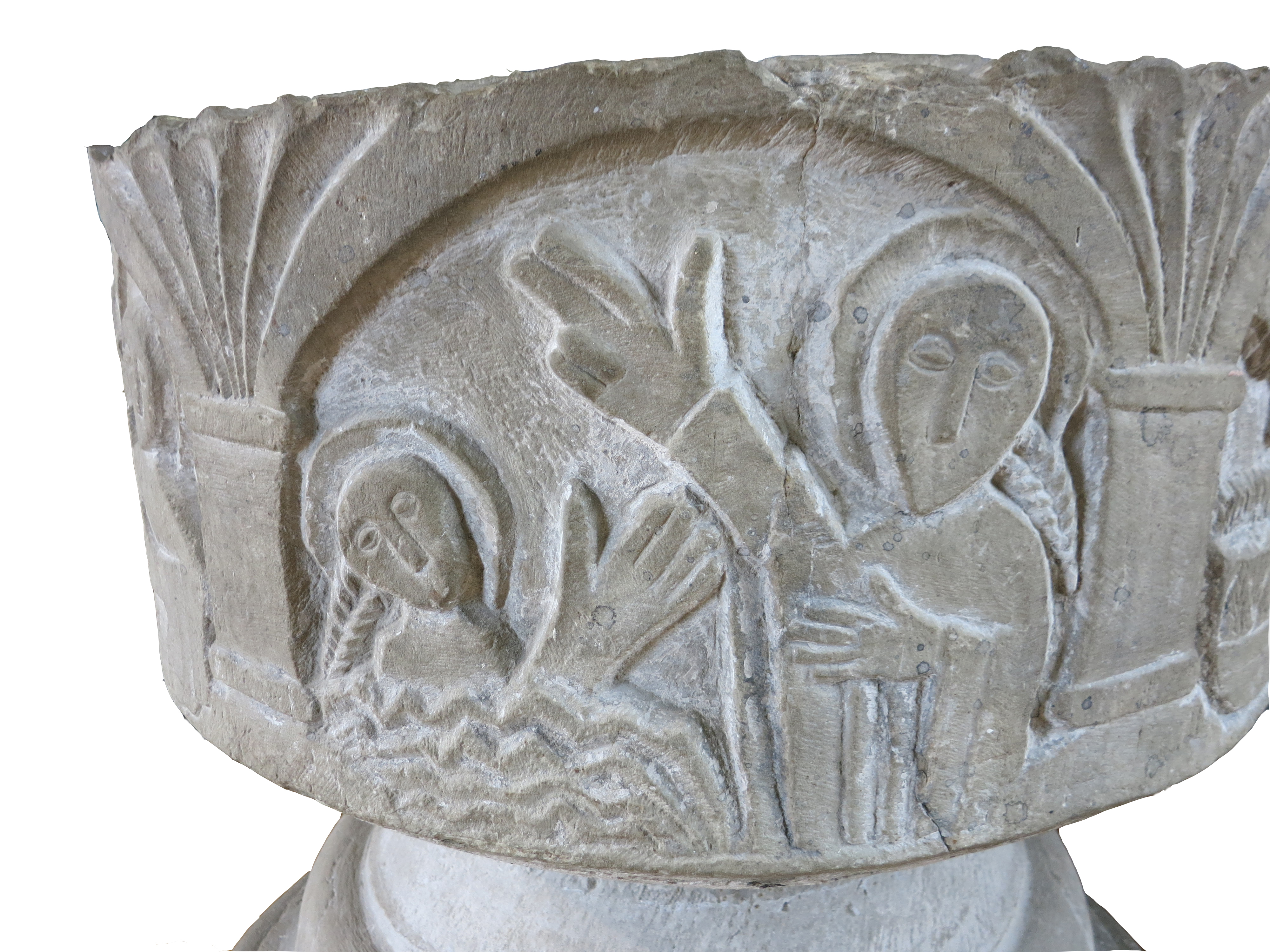
Kristi dop
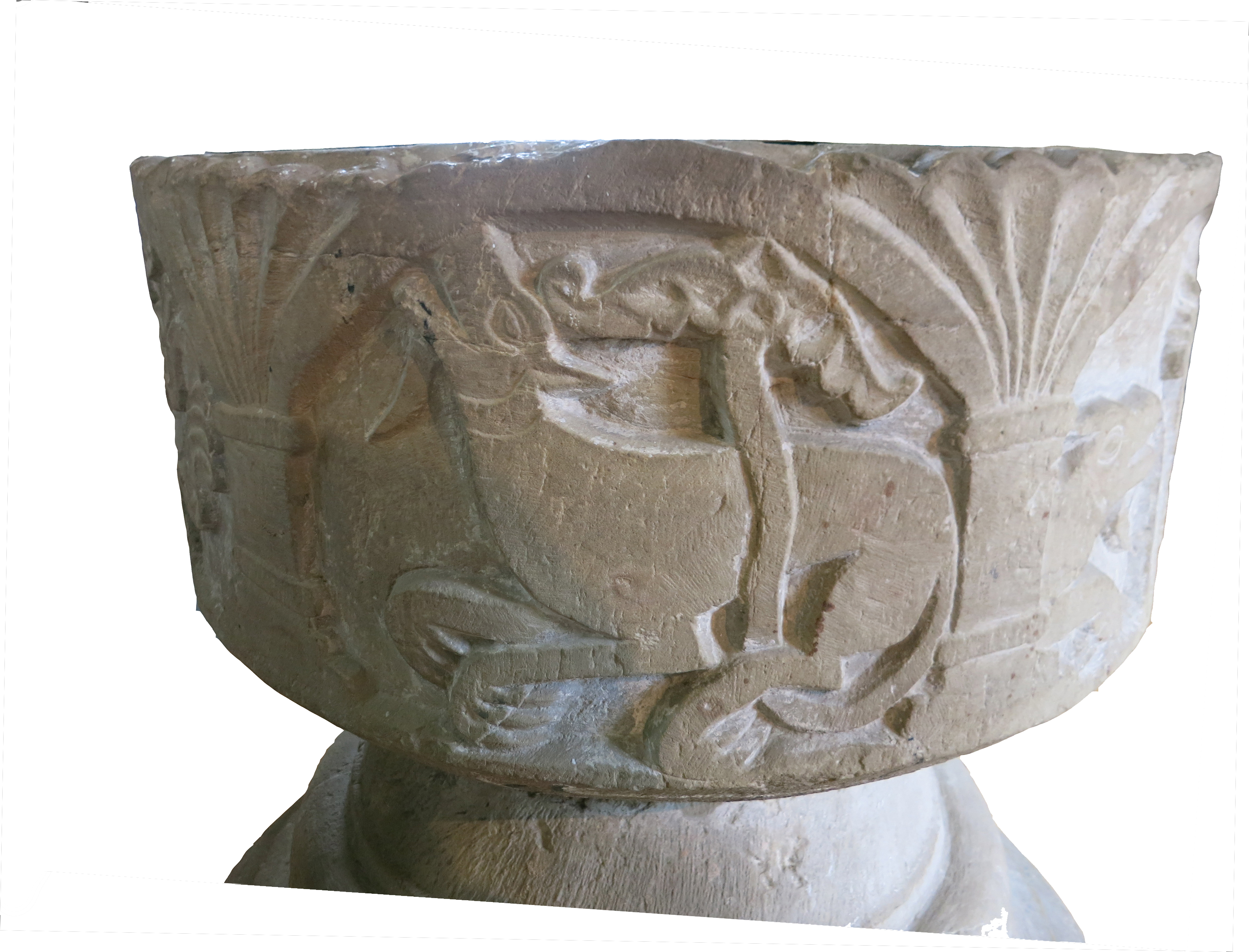
Lejon med upplyftat huvud
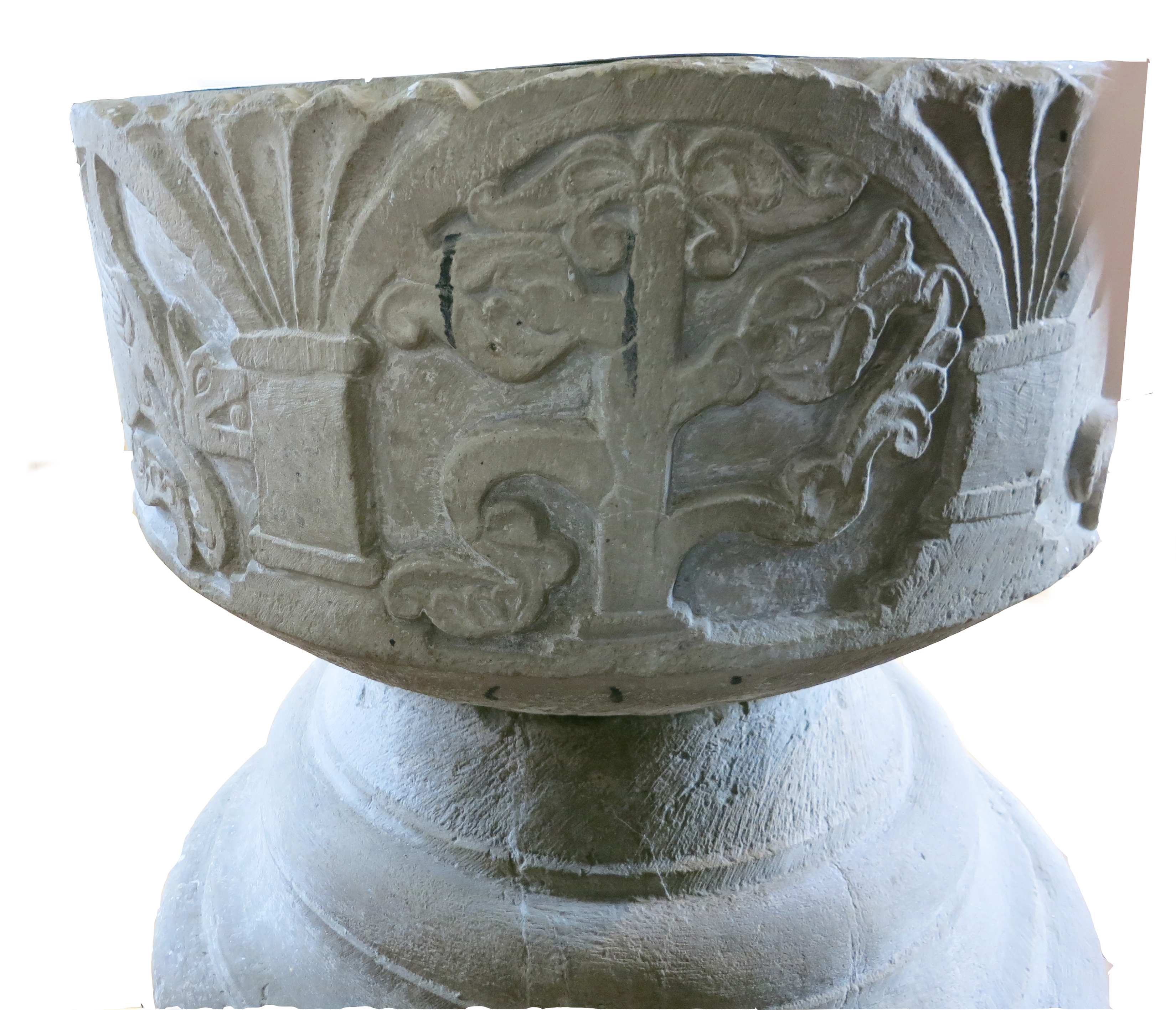
Lövat träd
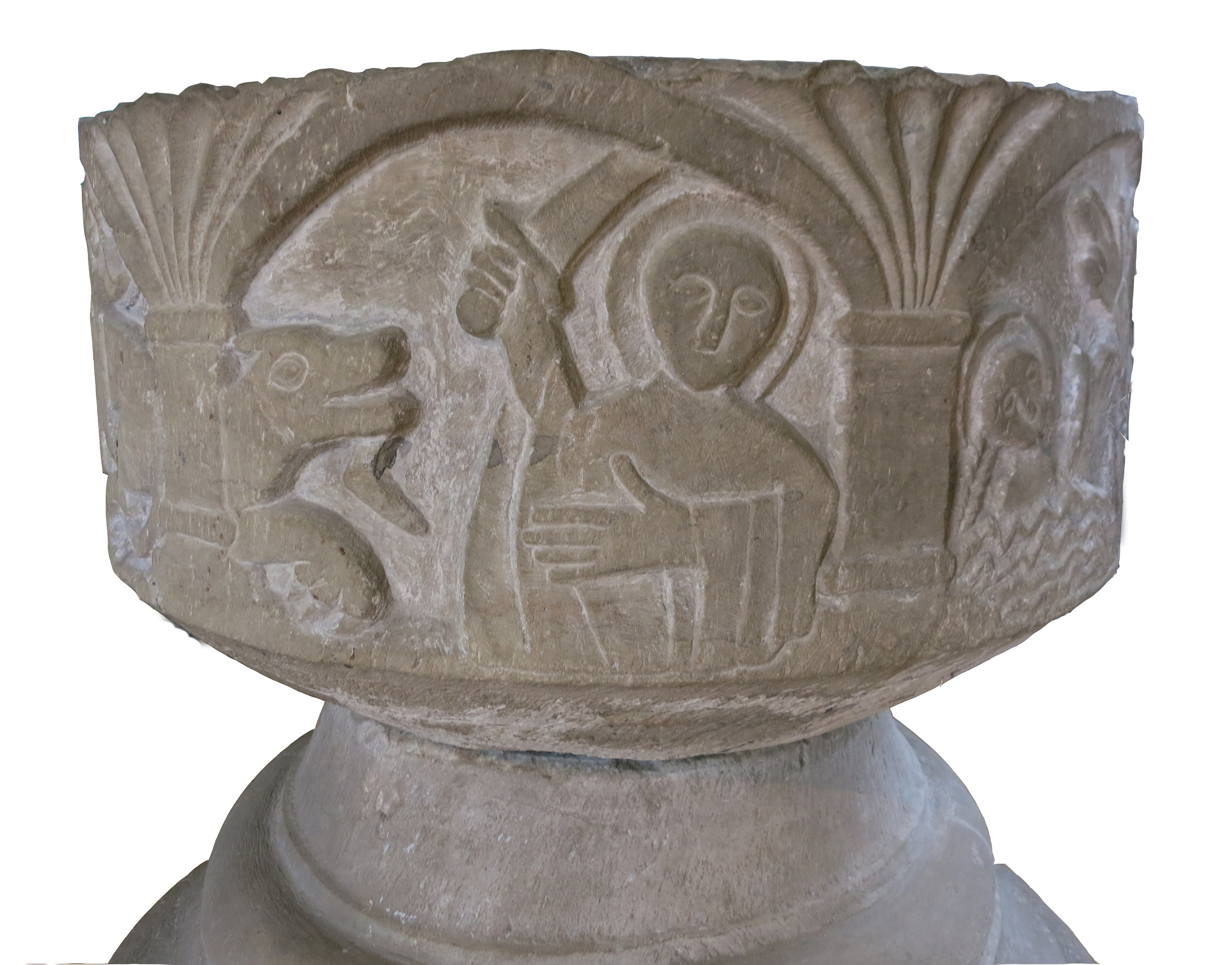
Mikaels strid med draken
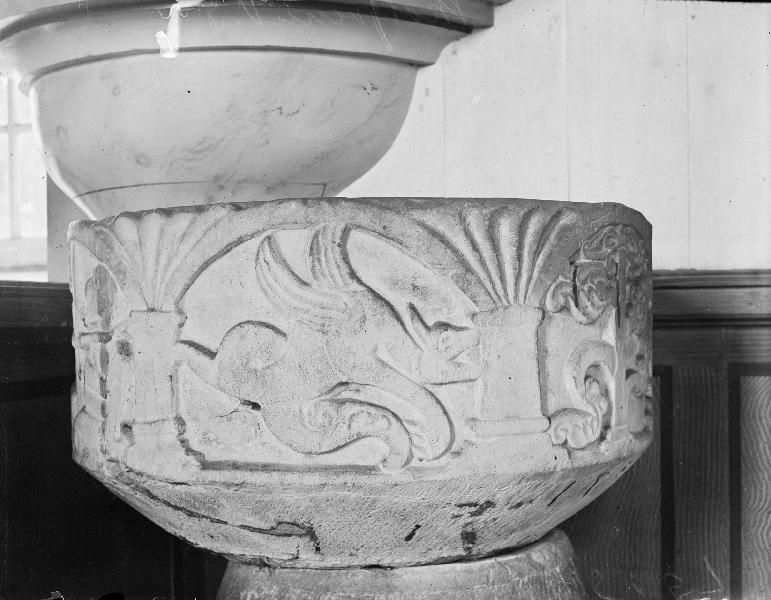
Fabeldjur

- Dopfunten från 1100-talet är av sandsten, 86 cm hög och i två delar. Den är relativt välbevarad med riklig ornamentik. Cuppan är cylindrisk med rundad undersida. Runt livet finns arkadfält med figurer och scener: en bevingad drake, ett stiliserat lövträd, ett lejonliknande djur, Mikaels strid mot draken, en egenartad framställning av Jesu dop samt en svansförsedd gestalt som har ett ben med klo och klöve istället för fot fjättrad vid en stolpe. Mittpartiet är ornerat med en romersk-katolsk  framställning av dopvattnets välsignande. Foten upptill avfasad och skrånande. Centralt uttömningshål.[1]

### Orglar
- Orgeln på västra läktaren, med åtta stämmor fördelade på manual och pedal, är byggd av Johannes Magnusson, Göteborg år 1895. Fasaden är stum. Instrumentets intonation är orörd och i stort sett i ursprungligt skick. Den har mäktig klang och högt bevarandevärde. Orgeln restaurerades 2000.[2] Orgeln är mekanisk.

| Manual          | Pedal   | Koppel     |
| Borduna 16´ B/D | Bihängd | Man/Ped    |
| Principal 8'    |         | Man 4'/Man |
| Rörflöjt 8'     |         |            |
| Salicional 8'   |         |            |
| Violin 8'       |         |            |
| Gamba 8'        |         |            |
| Octava 4'       |         |            |

#### Kororgel
- Kororgeln tillverkades 1980 av Grönlunds Orgelbyggeri AB, Gammelstaden. Den har sex stämmor fördelade på manual och pedal med ljudande fasadpipor.[2] Orgeln är mekanisk.

| Manual        | Pedal      | Koppel  |
| Gedackt 8'    | Subbas 16' | Man/Ped |
| Principal 4'  |            |         |
| Rörflöjt 4'   |            |         |
| Waldflöjt 2'  |            |         |
| Cymbel 2 chor |            |         |

## Bilder

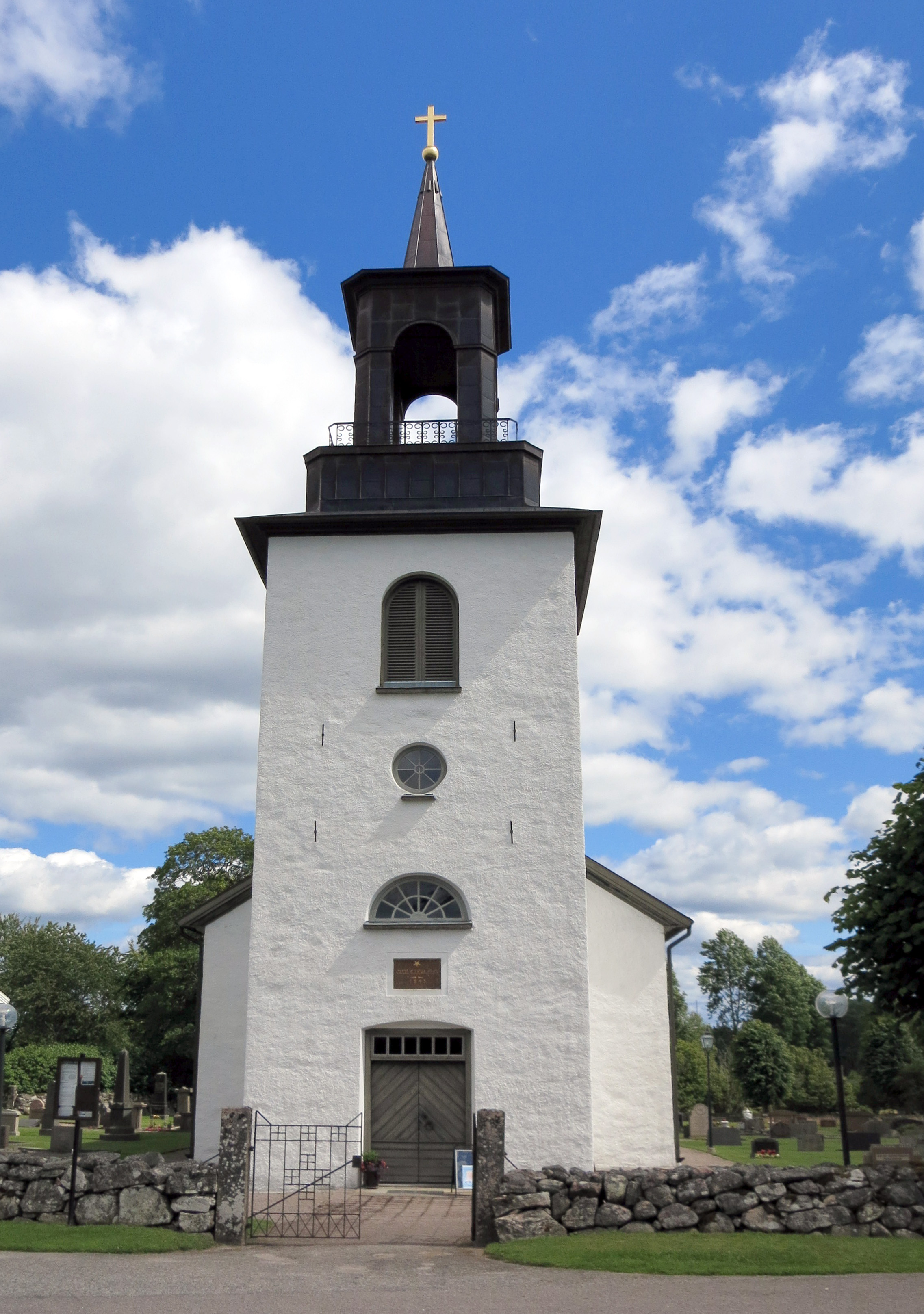
Exteriör med tornet.
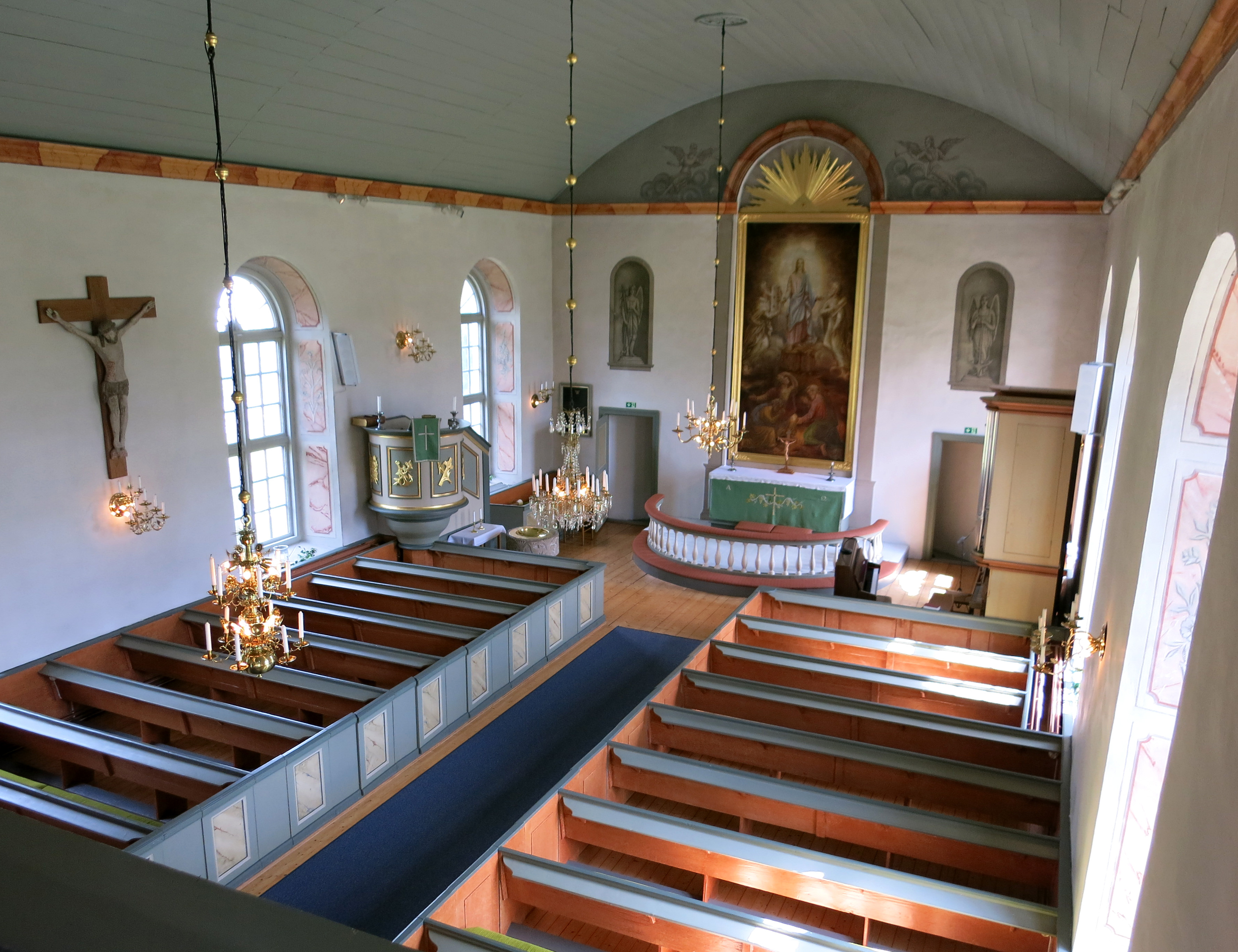
Interiör mot altaret.
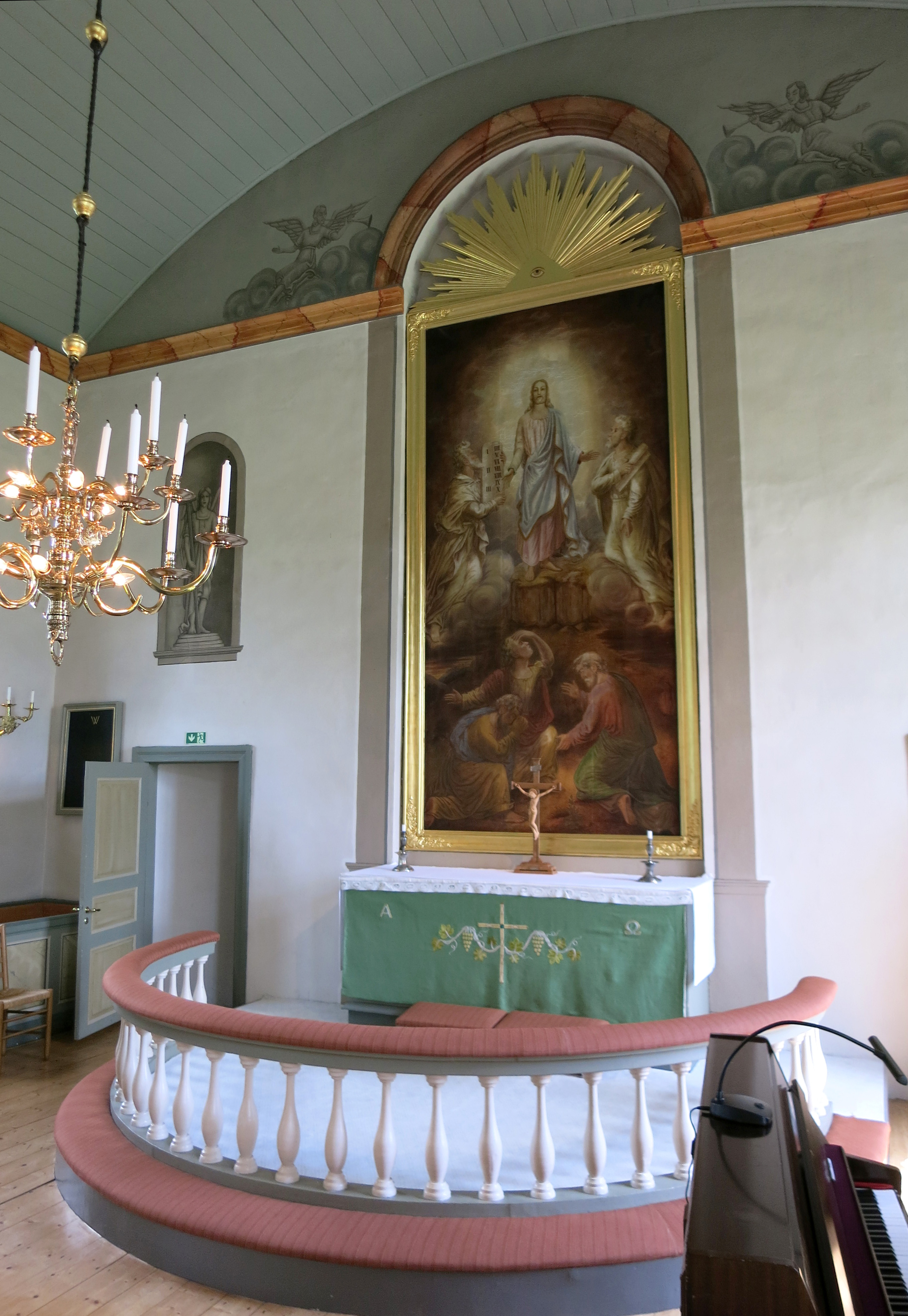
Altaret.
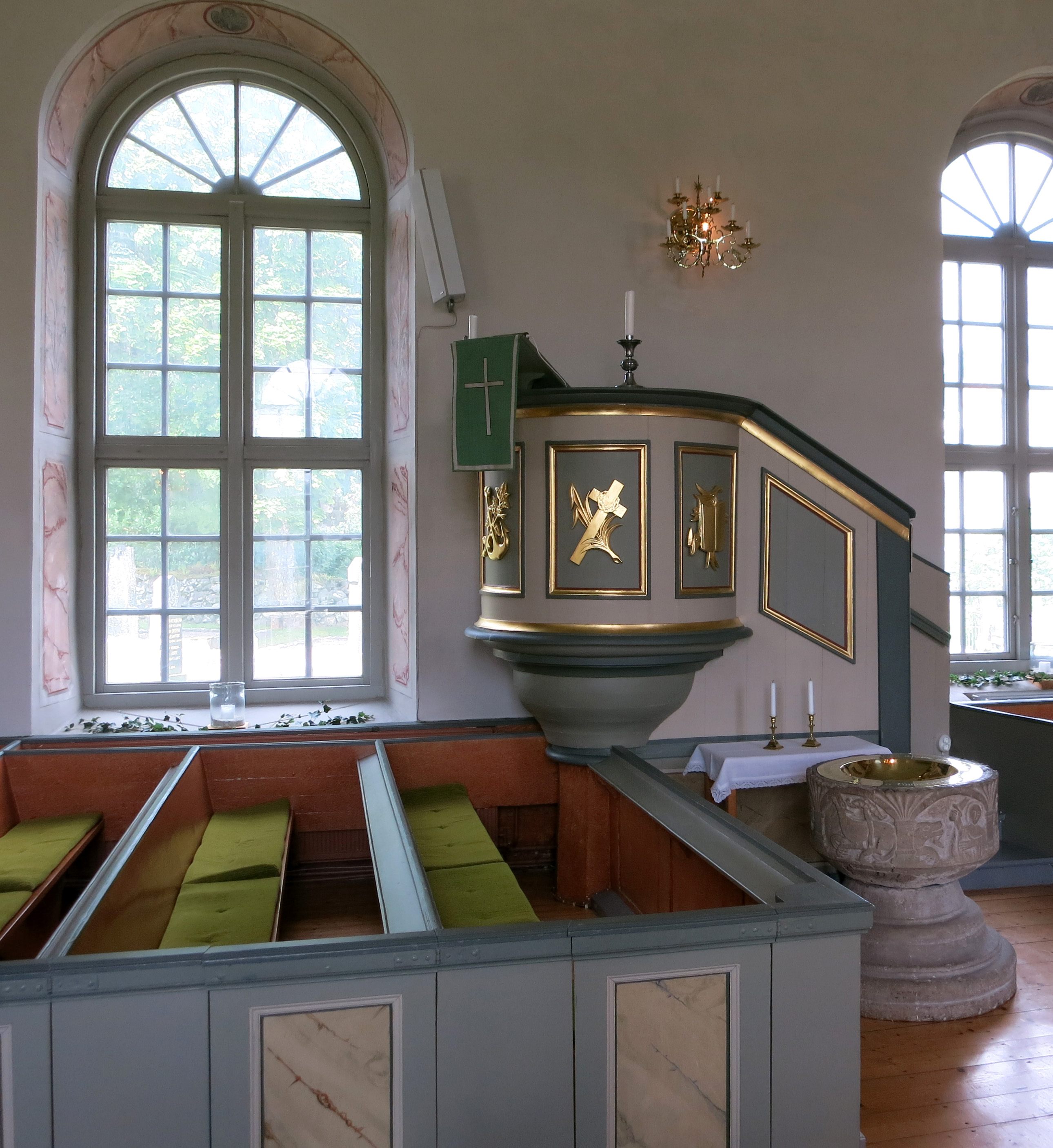
Predikstol och dopfunt.
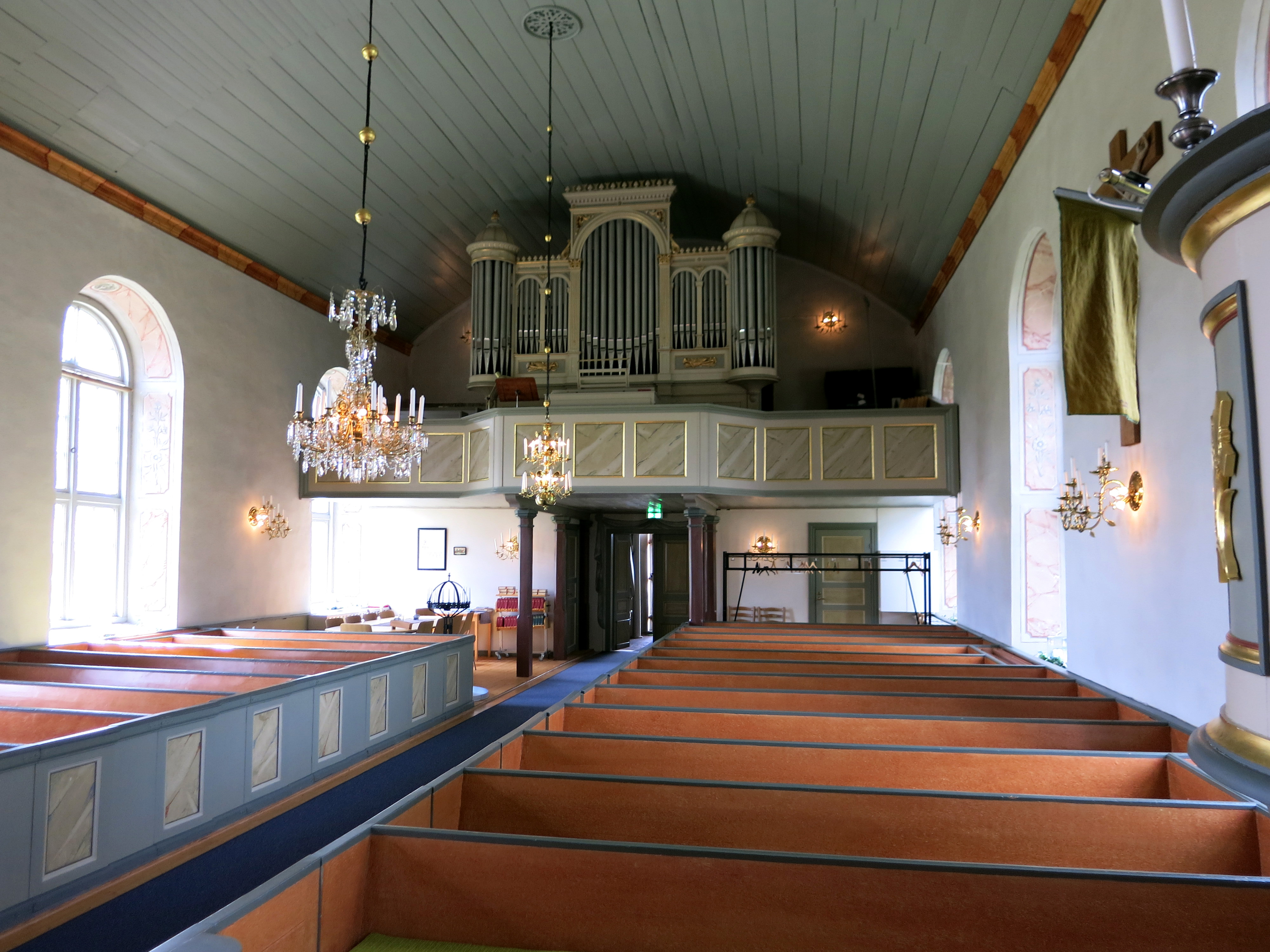
Orgelläktaren.